# ATC A11 – Vitaminok
Az ATC A11 – Vitaminok a gyógyszerek anatómiai, gyógyászati és kémiai osztályozási rendszerének (ATC) egyik alcsoportja.
| ATC A   | Tápcsatorna és anyagcsere                                                      |
| ------- | ------------------------------------------------------------------------------ |
| ATC A01 | Sztomatológiai készítmények                                                    |
| ATC A02 | Gyomorsavval kapcsolatos betegségek kezelésére szolgáló szerek                 |
| ATC A03 | Funkcionális emésztőszervi rendellenességek gyógyszerei                        |
| ATC A04 | Hányáscsillapítók és émelygés elleni szerek                                    |
| ATC A05 | Epe- és májterápia                                                             |
| ATC A06 | Hashajtók                                                                      |
| ATC A07 | Hasmenésgátlók és a bél gyulladásos / fertőzéses megbetegedéseinek gyógyszerei |
| ATC A08 | Fogyasztószerek a diétás készítmények kivételével                              |
| ATC A09 | Digesztívumok, beleértve az enzimeket                                          |
| ATC A10 | Antidiabetikus terápia                                                         |
| ATC A11 | Vitaminok                                                                      |
| ATC A12 | Ásványi sók                                                                    |
| ATC A13 | Roborálószerek                                                                 |
| ATC A14 | Szisztémás anabolikumok                                                        |
| ATC A15 | Étvágyjavítók                                                                  |
| ATC A16 | A tápcsatorna és az anyagcsere egyéb gyógyszerei                               |

## A11A Multivitamin, kombinációk

### A11AA 	Multivitamin ásványi sókkal
A11AA01 Multivitaminok és vas
A11AA02 Multivitaminok és kalcium
A11AA03 Multivitaminok és más ásványi anyagok, kombinációkat is beleértve
A11AA04 Multivitaminok és nyomelemek

## A11C 	A- és D-vitamin, beleértve a kettő kombinációját

### A11CA A-vitamin önmagában
| A11CA01 | Retinol (A-vitamin) | Retinol (vit A) | Vitaminum A   |
| A11CA02 | Béta-karotin        | Betacarotene    | Betacarotenum |

### A11CC D-vitamin és analógjai
A11CC01 Ergokalciferol
A11CC02 Dihydrotachysterol
A11CC03 Alfakalcidol
A11CC04 Kalcitriol
A11CC05 Kolekalciferol
A11CC06 Calcifediol
A11CC20 Kombinációk

## A11D B1-vitamin önmagában és kombinációi B6- és B12-vitaminnal

### A11DA 	B1-vitamin önmagában
A11DA01 Thiamine (vit B1)
A11DA02 Sulbutiamine

## A11G 	Ascorbinsav (C-vitamin) és kombinációi

### Aszkorbinsav (C-vitamin) önmagában
| A11GA01 | Aszkorbinsav | Ascorbic acid (vit C) | Acidum ascorbicum |

### A11GB Aszkorbinsav (C-vitamin) kombinációk
A11GB01 Aszkorbinsav (C-vitamin) és kalcium

## A11H 	Egyéb vitamin-készítmények önmagukban

### A11HAEgyéb vitaminkészítmények önmagukban
| A11HA01 | Nikotinamid             | Nicotinamide         | Nicotinamidum |
| A11HA02 | Piridoxin (B6-vitamin)  | Pyridoxine (vit B6)  | Pyridoxini hydrochloridum |
| A11HA03 | Tokoferol (E-vitamin)   | Tocopherol (vit E)   | α-Tocopherylis acetatis pulvis, int-rac-α-Tocopherolum, RRR-α-Tocopherolum, int-rac-α-Tocopherylis acetas, DL-α-Tocopherylis hydrogenosuccinas, RRR-α-Tocopherylis hydrogenosuccinas |
| A11HA04 | Riboflavin (B2-vitamin) | Riboflavin (vit B2)  | Riboflavinum, Riboflavini natrii phosphas |
| A11HA05 | Biotin                  | Biotin               | Biotinum |
| A11HA06 | Piridoxál-foszfát       | Pyridoxal phosphate  | |
| A11HA07 | Inozitol                | Inositol             | myo-Inositolum |
| A11HA08 | Tokoferszolán           | Tocofersolan         | |
| A11HA30 | Dexpantenol             | Dexpanthenol         | Dexpanthenolum |
| A11HA31 | Kalcium-pantotenát      | Calcium pantothenate | Calcii pantothenas |
| A11HA32 | Pantetin                | Pantethine           | |